# Magnifique (navire, 1814)
Pour les articles homonymes, voir Magnifique.
Le Magnifique est un navire de ligne de 80 canons de la classe Bucentaure de la marine impériale française puis dans la Royale, conçu par l'ingénieur Jacques-Noël Sané, surnommé le « Vauban de la marine »
Commandé le 29 octobre 1807, il est mis en service à Lorient le 1er novembre 1814.
Il a une carrière sans histoire, avec un réparation importante en 1831, avant d'être démantelé en décembre 1837.